# Éva Kóczián
Éva Földy née Kóczián (Boedapest, 25 mei 1936) is een Hongaars voormalig tafeltennisspeelster. Ze werd zowel in Boedapest (1958), Zagreb (1960) als Malmö (1964) Europees kampioene enkelspel, waarmee ze de enige vrouw in de geschiedenis van het EK is die deze titel drie keer won. In totaal won de Hongaarse zes Europese titels. Ze trouwde in 1960 met László Földy.

## Sportieve loopbaan

### EK's
Kóczián nam van 1958 tot en met 1968 vijf keer deel aan de Europese kampioenschappen, waar ze in totaal tien finales speelde. Bij zes daarvan won ze een gouden medaille. Haar drie meest prestigieuze titels waren die in het enkelspel. In deze discipline speelde ze drie finales, die ze ook alle drie won. Kóczián versloeg op het eerste EK in de geschiedenis van het tafeltennis in de finale Ann Haydon. Een jaar later verdedigde ze haar titel met succes in een eindstrijd tegen Ilona Kerekes. De Hongaarse deed twee jaar later niet mee, waardoor Agnes Simon de eerste andere vrouw was die het toernooi won, maar toen Kóczián in 1964 terugkeerde, was het weer raak. Ditmaal ging Erzsébet Jurik in de finale voor de bijl.

Net als in het enkelspel, plaatste Kóczián zich ook in het dubbelspel drie keer voor een EK-finale. De eerste twee daarvan gingen verloren. In 1958 kon ze samen met Livia Mossoczy niet op tegen het Roemeense duo Angelica Rozeanu/Ella Constantinescu-Zeller. Twee jaar later probeerde ze het samen met Sarolta Lukács nog eens, maar wederom Rozeanu stond in de weg naar goud, nu met Maria Alexandru naast zich. Driemaal was scheepsrecht voor Kóczián, want in Londen (1966) was er dan een Europese dubbelspeltitel. Met Erzsébet Jurik klopte ze in de finale Marta Lužová en Irena Mikocziova-Bosa.

EK-titel vijf en zes won Kóczián met haar ploeggenotes van het Hongaarse nationale team in 1960 en 1966. Samen plaatsten ze zich ook voor de finale in 1964, maar ditmaal ging het goud naar Engeland. De enige Europese titel die de Hongaarse nooit won, was die in het gemengd dubbelspel. Ze bereikte één keer de finale in die discipline, in 1958 met Ferenc Sidó. Hun landgenoten Zoltán Berczik en Gizella Farkas wonnen daarin echter het toernooi.

### WK's
Kóczián speelde van 1953 tot en met 1967 op negen wereldkampioenschappen tafeltennis, en won goud op het gemengd dubbelspel in 1955 met Kálmán Szepesi. Andere keren kwam ze er dichtbij. Zo stond ze in Wembley (1954) met de nationale vrouwenploeg in de finale voor landenteams, maar moest hierin Japan uiteindelijk feliciteren met de winst. Zeven jaar later bereikte Kóczián de eindstrijd in het enkelspel. Daarin had ze de twijfelachtige eer om Qiu Zhonghui als eerste Chinese ooit wereldkampioen te zien worden. Behalve één zilveren, won Kóczián ook drie keer de bronzen medaille in het landentoernooi. Een plak van deze kleur mocht de Hongaarse ook ophalen na de enkelspeltoernooien van 1954, Utrecht (1955) en Dortmund (1959), de dubbelspelfinale van Stockholm (1967) (met Erzsébet Jurik) en de gemengd-dubbelspelfinales van Boekarest (1953) (met László Földy) en Praag (1963) (met János Faházi).